# Osnutak Rima (mitologija)
Uz osnutak Rima vežu se mnoge legende koje se u posljednje vrijeme obrađuju i dopunjavaju na temelju povijesnih rekonstrukcija.
Rim je glavni grad Italije i južnotalijanske pokrajine Lacij. To je grad bogate povijesti pod imenom Vječni grad.
O najstarijoj povijesti Rima zna se vrlo malo jer Rimljani nisu poznavali pismo, pa iz tog vremena nema pisanih povijesnih izvora. Veliko povijesno djelo "Od osnutka grada rima" napisao je Horacije.

## Romul i Rem
Najpoznatija legenda o nastanku vezana je uz Romula i Rema.
Prema legendi Trojanski junak Eneja nakon pada i razaranja Troje dugo je lutao po svijetu - napokon je došao u Lacij gdje je osnovao grad Albu Longu i tu su njegovi potomci dugo vladali. 
Kada je kraljevao Enejev potomak Numitor, s prijestolja ga je svrgnuo brat Amulije. Dao je pogubiti njegovog sina, a kćer Rea Silviju učini svećenicom Veste, boginju kućnog ognjišta. To je učinio jer je znao da se vestalke, svećenice ne smiju udavati, pa je vjerovao da će tako Numitor ostati bez potomstva koje bi jednom moglo zatražiti pravo na prijestolje.
Međutim, u Silviju se zaljubi Bog rata Mars, i ona mu uskoro rodi blizance Romula i Rema. Amulije se bojao kada blizanci odrastu da će mu oduzeti vlast, te je naredio robu da ih baci u rijeku Tiber. Rob to učini, pusti korito u rijeku, ali val izbaci korito na obalu, i Romul i Rem se spase. U podnožju Palatina, jednog od 7 brežuljaka, čuvši plač djece došla je vučica Martia (Marsova vučica)koja je danas simbol grada Rima i nahranila ih je svojim mlijekom. Nakon nekoga vremena tuda je prolazio pastir Faustul i vidjevši djecu odnio ih je kući. Kako on i njegova žena Aka Larencija nisu imali djece, odluče ih posvojiti, a ona im da imena Romul i Rem. Tako su Romul i Rem odrastali među pastirima sve do svoje punoljetnosti. 
Kada su djeca odrasla, čuvši za svoju sudbinu, otišla su Amuliju i svrgnula ga s vlasti. Romul je ubio Amulija i vlast vratio djedu Numitoru. No, Alba Longa učini im se premalenom te oni odluče osnovati novi grad. Dogovorili su se da tko ugleda više ptica, osnovat će grad. Tako su odluku prepustili bogovima. Romul se uspne na Palatin, a Rem na Aventin. Bogovi su bili skloniji Romulu te on tako ugleda 12, a Rem 6 ptica. Tako je Romulu pripala čast da osnuje grad. On uze plug i zaore brazdu oko Palatina. Izbačena je zemlja predstavljala zidine. Rem se zavidan bratu narugao i preskočio zid. Kako Romul nije mogao podnijeti da bilo tko nepozvan uđe u još nesagrađen grad napadne brata i ubije ga govoreći mu:,,Tako ubuduće propao svatko tko prijeđe moje zidove. 
Romul je grad sam dovršio 21. travnja 753. pr. Kr. i dao mu ime Roma. U to naselje primao je pastire iz okoline, lutalice i izbjeglice iz Lacija. Tako je Romul bio prvi kralj. Od te godine Rimljani računaju vrijeme.  